# Tipula (Lunatipula) vitabilis
Tipula (Lunatipula) vitabilis is een tweevleugelige uit de familie langpootmuggen (Tipulidae). De soort komt voor in het Nearctisch gebied.